# 嶺兜駅
嶺兜駅（れいとうえき、閩南語:Niá-tau tsām）は、中華人民共和国福建省廈門市思明区呂嶺路と環島幹線の交差点の西側にある、廈門軌道交通2号線の駅である。

## 歴史
- 2019年12月25日2号線の駅として開業。

## 駅構造
島式ホーム1面2線の地下2層構造の駅である。

### のりば
| 番線 | 路線              | 方面                              | 行先        |
| ---- | ----------------- | --------------------------------- | ----------- |
|      | 廈門軌道交通2号線 | 古地石・呂厝・馬鑾中心・東孚 方面 | 天竺山 行き |
|      | 廈門軌道交通2号線 | 東宅・五通・湿地公園・鍾宅 方面   | 五縁湾 行き |

## 隣の駅
廈門軌道交通
■2号線
古地石駅 - 嶺兜駅 - 軟件園二期駅